# Moviment dels planetes
Des de l'antiguitat s'ha observat el moviment dels planetes en l'esfera celeste, observant-ne la falta d'uniformitat i, encara que el seu moviment normal és directe, és a dir, d'oest a est, a vegades durant un breu espai de temps retrocedixen desplaçant-se d'est a oest, moviment retrògrad. Ptolemeu va idear per explicar aquests moviments partint d'una Terra immòbil, que era el centre de l'univers (teoria geocèntrica), un sistema d'epicicles i deferents. Quan Copèrnic descobreix que la Terra es movia al voltant del Sol com un planeta més (teoria heliocèntrica), el moviment dels planetes és la combinació del moviment al voltant del Sol i del moviment de la Terra. Així, part del moviment atribuït al planeta és causat realment pel moviment de l'observador situat a la Terra.
L'interval entre dos conjuncions superiors o inferiors si el planeta és interior i dos conjuncions o oposicions si el planeta exterior s'anomena període sinòdic. (La veu sinòdic, en grec, significa 'reunió' o 'conjunció'). Des de l'antiguitat es coneix tal període per a tots els planetes.
Cal distingir les configuracions del moviment planetari segons el planeta siga exterior o interior:

## Moviment d'un planeta exterior
L'angle d'elongació o angle que formen des de la Terra el Sol i el planeta exterior adquireix qualsevol valor entre 0 i 180°.
Prenguem per exemple Júpiter, que per estar més lluny del Sol que la Terra, tindrà velocitats angular i lineal inferiors a les de la Terra:
En la posició inicial (1) estan alineats la Terra i el Sol i Júpiter, estant el Sol entre la Terra i Júpiter (elongació E=0) es diu que el planeta està en conjunció amb el Sol (reunió aparent dels dos astres), Júpiter tapat per la llum del Sol no és visible en aquest moment. Després de la conjunció (2), el moviment de Júpiter sobre el fons d'estreles és directe, és a dir, d'oest a est, però és contrarestat pel moviment cap a l'est del Sol, de manera que amb relació a aquest a poc a poc es va allunyant cap a l'oest solar, ponent-se abans de l'ocàs solar, pel que no és visible i eixint cada vegada més prompte, abans de l'ortus solar.
Quan el planeta es troba en una elongació E= 90° a l'oest del sol en la posició 3, brilla durant les últimes hores de la nit, abans de l'ortus solar, passant pel meridià a l'ortus solar. En aquest cas, es diu que està en la seva quadratura occidental. El seu moviment directe d'oest a est va disminuint a poc a poc i acaba per ser estacionari respecte a les estreles, (4). Llavors la velocitat del planeta respecte de la Terra (resta de la velocitat del planeta i de la de la Terra) és paral·lela a la recta que unix la Terra i el planeta així que sent tota la velocitat del planeta respecte a la Terra radial i cap en la direcció perpendicular, l'astre apareix estacionari sobre l'esfera celest.
A partir de llavors, el planeta té moviment retrògrad respecte les estreles. Per a Júpiter, al voltant de dos mesos després de la posició estacionària, el Sol, la Terra i el planeta estan novament alineats (posició 5), però ara és la Terra la que està entre els dos astres, l'elongació és E=180° i el Sol està en oposició al planeta, i este es troba a la mínima distància de la Terra sent, per tant, major la seua brillantor. Estant oposat al Sol brilla durant tota la nit eixint quan el Sol es pon, culminant a mitjanit i ponent-se en eixir el Sol. És el moment òptim per a la seva observació.
Dos mesos més tard aproximadament, acaba per a Júpiter el moviment retrògrad del planeta, d'est a oest, i el planeta torna a estar estacionari (posició 6).
A partir d'ací, el planeta recupera el seu moviment directe cap a l'est i, en arribar a la posició 7, la seua elongació és de E = 90°, a l'est del Sol, així quan el Sol es pon, Júpiter culmina, pel que és visible durant unes sis hores després de la Posta del Sol. A partir de llavors, el Sol, que es desplaça també en sentit directe i més ràpid, li va guanyant terreny, i es veu durant menys temps després de la posta del Sol, disminuint l'elongació, fins que esta val novament E = 0, estant el planeta una altra vegada en conjunció en 8.
Les configuracions d'un planeta exterior són:

## Moviment per a un planeta interior
Per a un planeta interior (Mercuri o Venus) en estar dins de l'òrbita de la Terra, el valor de l'elongació està limitada. sent E<E max. amb sen Emax=r sent r la distància heliocèntrica en UA, en canvi l'angle de fase F, angle que formen el Sol i la Terra, vist des del planeta pot adquirir un valor qualsevol. L'angle de fase està relacionat amb la fase del planeta K, que és la porció de superfície il·luminada. Un planeta interior mai pot estar en oposició.
Suposem que partim de la posició 1, on la Terra, el Sol i el planeta estan alineats, estant el planeta a l'altra part del Sol. Es diu llavors que el planeta està en  conjunció superior, sent llavors màxima la seva distància a la Terra. El seu angle de fase F =0
Llavors es desplaça en moviment directe cap a l'est i com el seu desplaçament és major que el solar (també cap a l'est) per ser la velocitat de Mercuri o Venus major que la de la Terra, es desplaça respecte al Sol feia l'est, amb el que cada vegada es pon més tard que el Sol, però a causa de la seva proximitat al Sol, Venus no es veu aproximadament un mes abans i després de la conjunció superior.
Amb posterioritat es veu com una, estrela vespertina al ponent.
Així va augmentant la seva elongació oriental fins a aconseguir la màxima elongació oriental, el valor màxim de la qual assoleix 28° per a Mercuri i 48° per a Venus. Així, Mercuri no es pon mai, ni ix, més d'un parell d'hores abans o després del Sol; mentre que Venus no es pon mai quatre hores més tard que el Sol. El seu moviment cap a l'est continua sent cada vegada menor i un poc després de la seua màxima elongació est, la seva velocitat respecte a la Terra i radi vector, respecte a la Terra són paral·lels, de manera que el planeta és estacionari iniciant el seu moviment retrògrad que dura 23 dies per a Mercuri i 42 dies per a Venus.
A la meitat de la retrogradació, el planeta està alineat amb el Sol i la Terra, està entre els dos. Es diu que està en  conjunció inferior. El seu F =180, de manera que K = 0, pel que presenta el disc no il·luminat pel Sol. (No es veu per ser semblant a la Lluna nova). És la posició 4.
Posteriorment el planeta té una elongació occidental. És clar, que com abans un mes abans i després de la conjunció inferior el planeta Venus ha deixat de ser visible per estar molt prop del Sol.
Reapareix com a estrela matutina, perquè ix un poc abans de l'ortus solar i cada vegada ix més prompte, separant-se, del Sol i brillant poderosament en l'aurora matutina.
En la posició 5, el planeta torna a ser estacionari interrompent el seu moviment retrògrad per a reprendre el moviment directe feia l'est. Un poc després el planeta aconsegueix la seva màxima elongació occidental (posició 6), llavors F = 90 i la fase és 1/2 (com la Lluna a quart creixent).
Després va disminuint la seua elongació oest i augmentant la seua fase fins que un mes abans de la conjunció superior (posició 7) desapareix com a estrela matutina reapareixent 2 mesos després com vespertina.
Igual que abans, anomenarem període sinòdic, a l'empleat pel planeta entre dos configuracions geocèntriques iguals, i per a Venus és de 584 dies (19 mesos i mig; tal com ja havia determinat Tolomeu). D'aquest cicle roman visible 7 mesos com la "estrela vespertina" i altres 7 com el "Estrela del matí", entre estes dos èpoques roman invisible durant una miqueta més d'un parell de mesos al voltant de cada conjunció.
Mentre Mercuri presenta un període sinòdic de 116 dies, passant la màxima visibilitat matutina a la vespertina en 1 mes i mig, el seu ràpid moviment en contrast amb els lents moviments dels planetes exteriors li va fer mereixedor del nom de «missatger dels déus».
Les configuracions d'un planeta interior són: